# Лозниця (притока Ужа, Народицький район)
Ло́зниця — річка в Україні, в межах Народицького району Житомирської області. Права притока Ужа (басейн Дніпра).
Довжина 12 км. Заплава широка, місцями заболочена і заліснена. Річище слабозвивисте.
Бере початок на південь від села Любарка. Тече переважно на північ, місцями на північний захід. Впадає до Ужа на північ від села Ганнівка. Над річкою розташовані села: Любарка, Северівка, Лозниця і Ганнівка.
Притоки: невеликі струмки та меліоративні канали.